# 陸夢履
陸夢履（？—1610年），字元礼，號欽所，直隶蘇州府崑山縣（今江苏）人，明代政治人物，進士出身。

## 生平
万历十六年（1588年）戊子科應天鄉試舉人，萬曆十七年（1589年）聯捷己丑科二甲四十九名进士，吏部觀政，十九年六月授刑部主事。萬曆二十二年（1594年）主试云南，本年歴升员外郎、郎中，二十三年升荆州府知府。二十六年入觐毕过家，父疾，留侍汤药者六月，而父殁。服除，二十八年因拾遺革职听勘，三十一年左迁山東運同。至则核课引，追逋丁，丈园亩，清编户，盐政一新。三十二年迁知雷州府，山东人诣台请留，改守東昌府。时方旱蝗，河工复急，梦履一意拊循安集，岁不为灾。三十五年十二月迁沂州道副使，东人又请留，再改东昌兵备。税璫马堂贪暴，士民聚众焚其廨，击杀其党。梦履苦心调剂，请抚按奏减东税三之一，而惩首乱一二人以弥祸。以兼摄三篆，萬曆三十八年积劳卒于官，东人立祠祀之。

## 家族
曾祖陸世隆。祖父陸淵。父陸愚。